# Португейс, Эммануил Викторович
Эммануил Викторович Португейс  (партийный псевдоним Лугановский, 1885—1940) — советский партийный и государственный деятель.

## Биография
Родился 25 февраля 1885 года в Одессе в еврейской семье.
Член РСДРП с 1902 года. Был участником революционных событий 1905—1907 годов в Екатеринославе и Луганске. После Февральской революции 1917 года стал членом Харьковского комитета РСДРП(б) и редактором газеты «Пролетарий». Был выведен из партии, выступив против «Апрельских тезисов» В. И. Ленина и призыва к объединению с меньшевиками. 
С июня 1917 года работал в большевистской фракции Харьковской городской думы, возглавлял городскую продовольственную управу. Стал членом ВКП(б)/КПСС. После Октябрьской революции в первом советском правительстве Украины работал народным секретарём продовольческих дел. В 1920 году был назначен чрезвычайным уполномоченный Совета обороны по снабжению Северного фронта. С 1921 года был начальником строительного отдела ВСНХ РСФСР. В 1928—1937 годах руководил Центральным банком коммунального хозяйства и жилищного строительства. 
Был арестован 16 июля 1938 года по обвинению в участии в контр-революционной организации. Осуждён 19 июня и расстрелян 20 июня 1940 года. Похоронен в Москве на Донском кладбище. Реабилитирован 25 апреля 1956 года.